# Gargettiana
Gargettiana is een geslacht van vlinders van de familie tandvlinders (Notodontidae).

## Soorten
- G. melanosticta Joicey & Talbot, 1917
- G. nomo Kiriakoff, 1967
- G. punctatissima Bethune-Baker, 1916